# SIRIO (satellite)

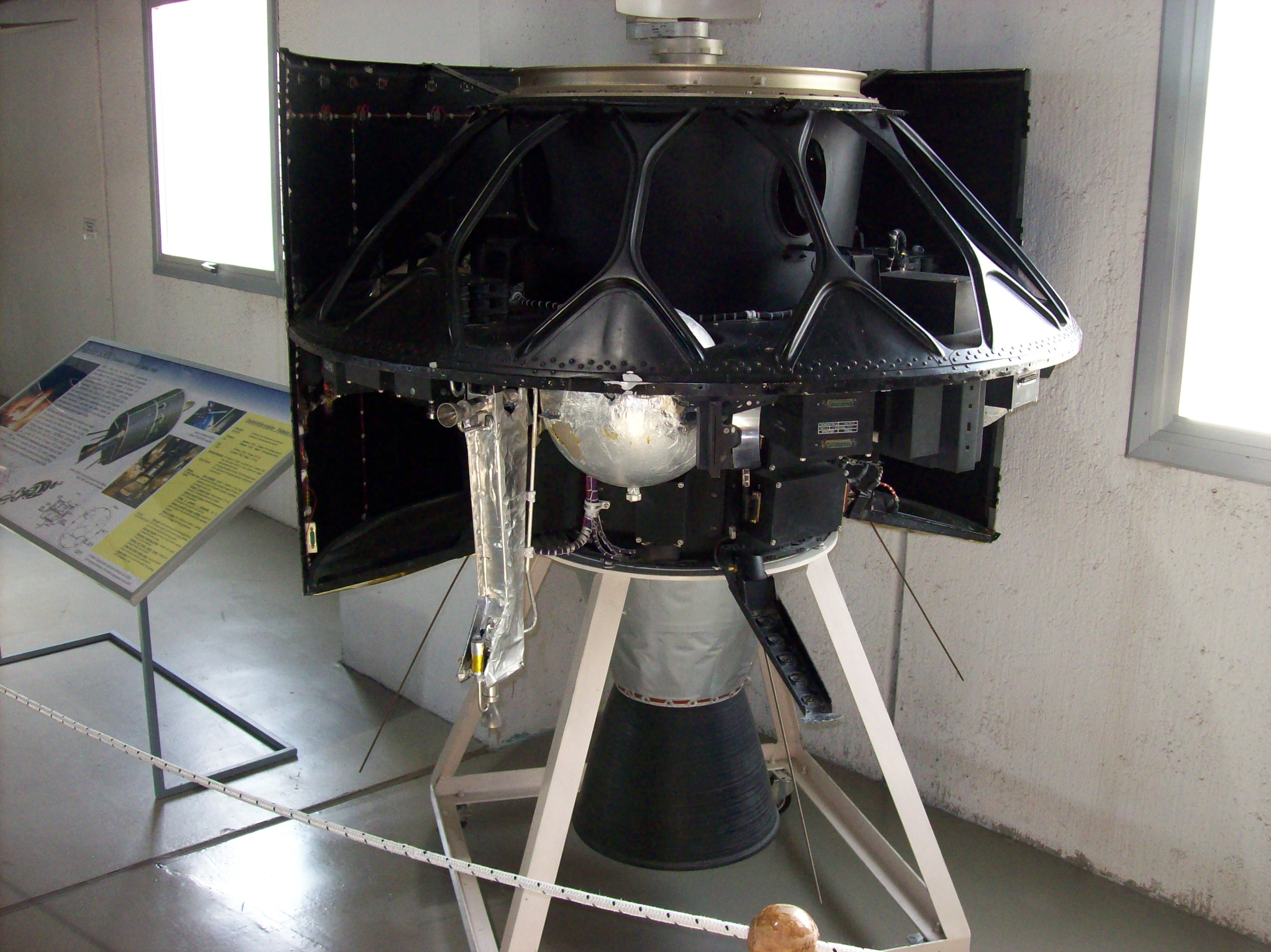
Spaccato del satellite SIRIO-1, esemplare al Museo aeronautico di Vigna di Valle

Il SIRIO (acronimo di Satellite Italiano di Ricerca Industriale e Operativa) è un satellite artificiale geostazionario sperimentale di telecomunicazioni, il primo ad essere progettato e costruito in Italia, lanciato il 26 agosto 1977 dalla base statunitense di Cape Canaveral.
Il satellite, di massa totale al lancio di 398 kg, ridotta a 224 in orbita geostazionaria, dopo l'accensione del motore d'apogeo si proponeva di sperimentare gli effetti delle condizioni meteorologiche sulla propagazione delle onde radio ad altissima frequenza e precisamente nella banda 12 GHz per il collegamento satellite-Terra e 18 GHz per il collegamento Terra-satellite e di effettuare anche esperimenti di comunicazioni telefoniche e televisive.
Il SIRIO fu il frutto di una collaborazione tra il CNR (Consiglio Nazionale delle Ricerche), responsabile per la progettazione del sistema (satellite, stazioni a terra, messa in orbita e gestione orbitale), la CIA (Compagnia Industriale Aerospaziale, costituita da Aeritalia, Selenia, Montedel con la sua divisione LABEN di Milano, SNIA, CGE-Fiar ed OTO Melara) per la realizzazione del satellite e dei suoi equipaggiamenti e Telespazio per la realizzazione e la gestione delle stazioni di terra per gli esperimenti di propagazione e comunicazioni e per le operazioni di telemetria e telecomando del satellite, oltre ai servizi di consulenza al CNR per la gestione dei contratti con la CIA e con la NASA per il lancio.
Il lancio del satellite SIRIO-1 avvenne il 26 agosto 1977 tramite un razzo vettore Delta e, già pochi giorni dopo, in anticipo sul programma, SIRIO fu pronto in orbita a 36.000 km d'altezza e pienamente operativo.
Progettato per una vita operativa di due anni, SIRIO-1 fu in realtà utilizzato per circa otto anni, fino al 1985, con sperimentazioni condotte non solo da ricercatori italiani, ma anche di Istituti di Regno Unito, Francia, Germania, Finlandia, Paesi Bassi, Stati Uniti e Cina.
Un secondo satellite, l'esemplare di riserva di Sirio denominato SIRIO 2, destinato allo studio della sincronizzazione con impulsi laser (a cui parteciparono nel consorzio ancora Selenia e LABEN), fu lanciato il 9 settembre 1982 ma precipitò nell'Oceano Atlantico a causa del malfunzionamento del lanciatore Ariane.
Un successo di SIRIO nelle telecomunicazioni è stato nella dimostrazione delle possibilità di utilizzare frequenze trasmissive di ben 10 GHz nel campo delle trasmissioni satellitari.
Con il rapido prendere piede della comunicazione cellulare mobile da metà anni '80 (attraverso la rete 1G), gli esperimenti di comunicazione satellitari persero interesse e furono abbandonati.